# 암모니우스 삭카스
암모니우스 삭카스(Ammonius Saccas, Ἀμμώνιος Σακκᾶς)는 신플라톤주의 창시자 가운데 한 사람으로 알렉산드리아 출신의 그리스 철학자였다. 그는 주로 232년부터 243년까지 가르친 플로티노스의 스승으로 더 잘 알려져 있다. 후대 기독교 작가들은 그가 기독교인이라고 주장했지만 성경 본문을 쓴 알렉산드리아의 암모니우스(Ammonius of Alexandria )와 다른 인물로 추정된다.

## 철학
그의 근본 교리는 플라톤과 아리스토텔레스에 동조하였다.

## 같이 보기
- Enneads
- Neoplatonism
- Origen
- Origen the Pagan
- Plotinus
- Porphyry
- Theodidaktos